# Tom McLoughlin
Tom McLoughlin (ur. 19 lipca 1950) – amerykański reżyser, scenarzysta oraz producent filmowy.

## Życiorys
Tom napisał scenariusze m.in. do filmów: Piątek, trzynastego VI: Jason żyje (ten film też wyreżyserował), Randka z aniołem i Elfy z ogrodu czarów. Wykreował m.in. Szkolny terror, Milczenie, Fatalną miłość czy popularne pozycje tv: Koszmary Freddy'ego, Trzeciego bliźniaka i dwa epizody serialu Friday the 13th (bazującym na fali uwielbienia wobec serii Piątku, trzynastego).
Gościnnie wystąpił w dwóch filmach: ekranizacji Alicji w Krainie Czarów z 1985 roku oraz w Critters 2 (1988). Ręce, które można dojrzeć podczas pierwszych minut trwania szóstej części Piątku, trzynastego, należą do niego, ponieważ Thom Mathews nie był obecny na planie, gdy realizowano tę scenę.
Od 1984 roku żonaty z Nancy McLoughlin (mają dwójkę dzieci: syna i córkę).